# Лапидария
Лапидария (лат. Lapidaria) — монотипный род суккулентных растений семейства Аизовые (Aizoaceae). На 2023 год, включает один вид— Lapidaria margaretae, произрастающий на территории ЮАР (Капская провинция) и Намибии.
Lapidaria margaretae напоминает по форме и цвету камни и гальку, которые можно найти в каменистых пустынях их естественного ареала. Листья растений гладкие и имеют скульптурные формы, а их окраска розовато-серая.

## Название
Родовое латинское название Lapidaria происходит от лат. lapis — «камень»; «группа камней». 
Русскоязычное название является транслитерацией латинского.

## Описание
Lapidaria margaretae — компактный суккулент без стебля, обычно с 2-3 парами камневидных листьев (в культуре их может быть больше), а также с 1-3 ветвями (иногда образует группы). Листья округло-треугольные и имеют одинаковую толщину и ширину. Их киль и края жесткие и выступающие, обычно серо-белого или розоватого цвета у основания, а остальная часть листа более светлая. Междоузлия короткие, что позволяет последующим листьям соприкасаться и поддерживать друг друга у основания, что приводит к образованию компактных головок.
Цветки одиночные и имеют диаметр около 5 см и состоят из около 100 золотисто-желтых лепестков, которые со временем становятся белыми у основания. Цветки содержат от 300 до 500 тычинок, которые в основном прямостоячие и располагаются в центре цветка.

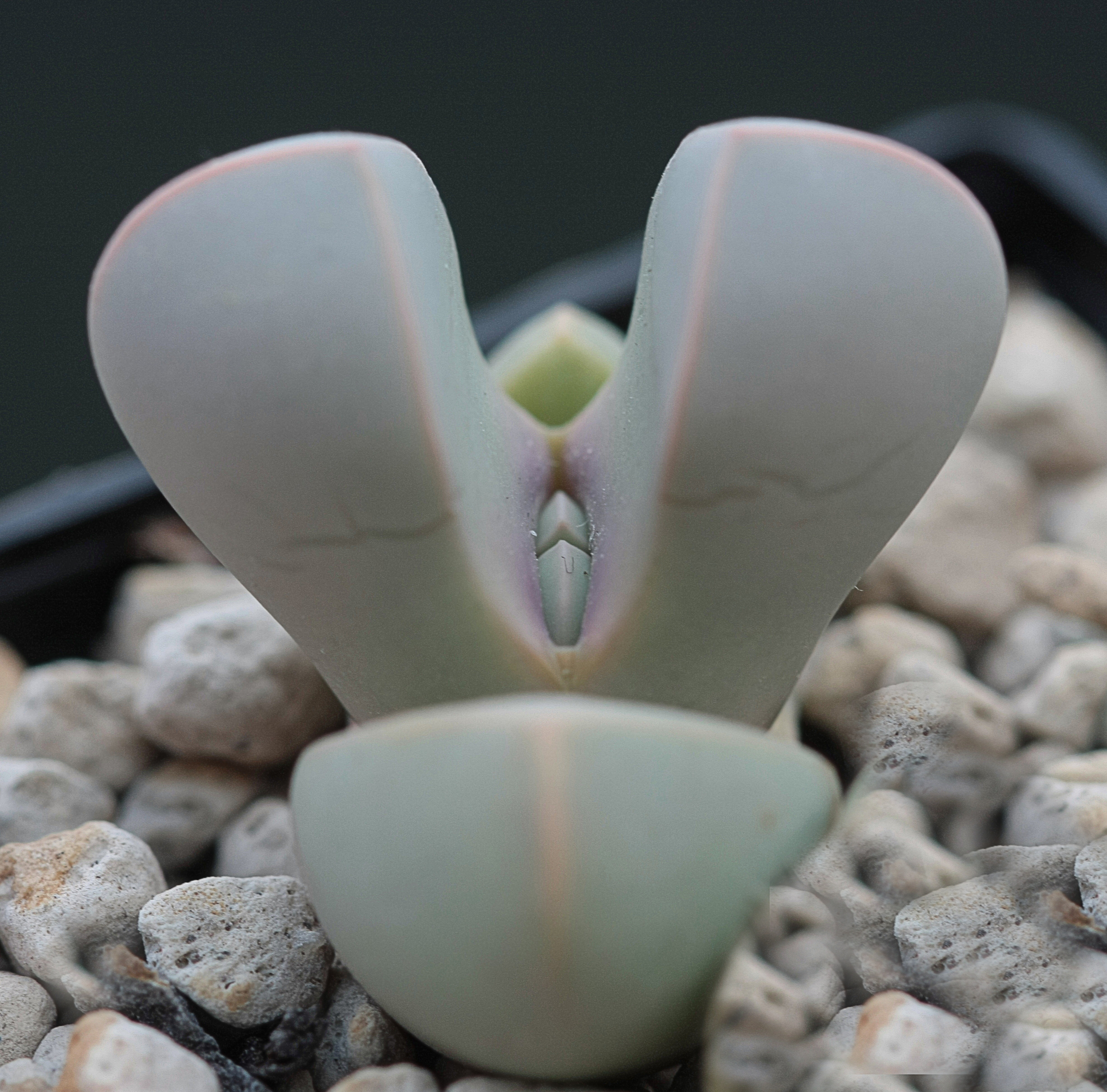
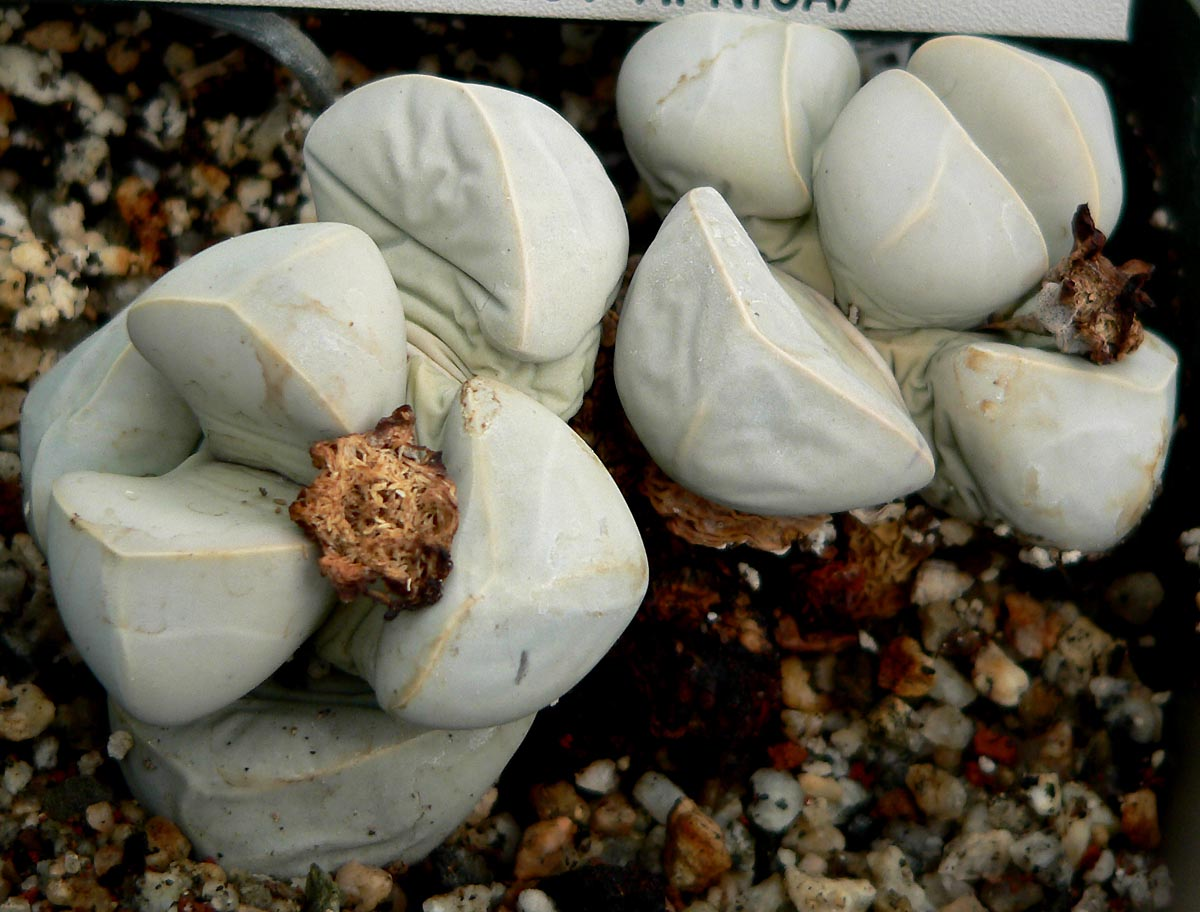
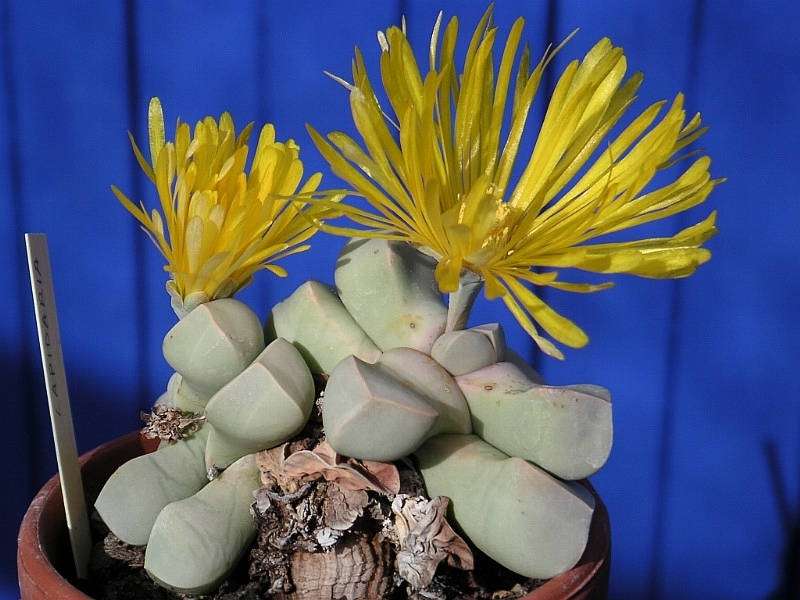

## Таксономия
Lapidaria Dinter & Schwantes, первое упоминание в Möller's Deutsche Gärtn.-Zeitung 42: 223 (1927).

### Виды
По данным сайта Plants of the World Online на 2023 год, род включает один подтвержденный вид:
- Lapidaria margaretae (Schwantes) Dinter & Schwantes

#### Синонимы (вида)
Гомотипные (основанные на одном и том же номенклатурном типе):
- Argyroderma margaretae (Schwantes) N.E.Br. (1926)
- Dinteranthus margaretae (Schwantes) Schwantes (1926)
- Mesembryanthemum margaretae Schwantes (1919)

Гетеротипные (основанные на разных номенклатурных типах):
- Argyroderma roseatum N.E.Br. (1922)

## Выращивание[3]
Выращивание и размножение этих растений относительно просты, но требуют определенных условий. Они хорошо растут на открытой, хорошо дренированной почве с песчаным составом. Однако, если условия неправильные, они могут быть чувствительны и подвержены загниванию, даже если кажется, что все в порядке.
Для этих растений необходим полный яркий солнечный свет в течение всего года. Они активно растут в теплую и солнечную погоду, когда имеется доступ к воде, и считаются оппортунистическими растениями. В жаркую погоду они впадают в спячку, особенно если ночные температуры остаются высокими в течение пары самых жарких летних месяцев, поэтому в это время полив следует сократить. Возможно, в самую жаркую погоду растения лучше затенить, поскольку они в любом случае не будут активно расти.
Осенью растения активно растут, а весной также проявляют рост. Зимой они, вероятно, не будут сильно расти, но при наличии достаточного солнечного света они могут продолжать расти, возможно, даже в помещении. Во время вегетационного периода рекомендуется поливать растения примерно раз в одну-две недели (в зависимости от влажности воздуха), подобно поливу кактусов. После полива следует дать почве хорошо просохнуть перед следующим поливом. Если есть сомнения, лучше воздержаться от полива, так как избыток влаги может привести к разрушению растения. Растения быстро реагируют на излишний полив, становясь мягкими и увядающими. Сухой и морщинистый вид листьев является нормальным, а новые листья будут выглядеть свежими и безупречными.
При поливе в зимний период следует быть осторожными, так как недостаток солнечного света может привести к растянутости и слабому росту. Когда начинается новый рост и появляются новые побеги (после полного высыхания старых прикорневых листьев), полив следует проводить с умеренным количеством воды, но не переусердствовать. Растения выдерживают кратковременные заморозки до -4°C.
Оптимальные условия для выращивания этих растений включают полный яркий солнечный свет, хорошую дренажную почву и умеренный полив, а также учет особенностей сезонного роста и режима покоя. Соблюдая эти условия, можно добиться успешного размножения и поддержания здоровья этих растений.

## Примечание
1. ↑  Lapidaria margaretae (Schwantes) Dinter & Schwantes | Plants of the World Online | Kew Science (англ.). Plants of the World Online. Дата обращения: 4 ноября 2022. Архивировано 4 ноября 2022 года.
2. 1 2 3  Lapidaria Dinter & Schwantes | Plants of the World Online | Kew Science (англ.). Plants of the World Online. Дата обращения: 12 мая 2023. Архивировано 6 декабря 2022 года.
3. 1 2 3 4  Lapidaria margaretae. www.llifle.com. Дата обращения: 12 мая 2023. Архивировано 12 мая 2023 года.
4. ↑  lapis (англ.) // Wiktionary. — 2023-05-02. Архивировано 12 мая 2023 года.
5. ↑  Названия родов семейства Мезембриантемовые. mesemb.ru. Дата обращения: 12 мая 2023. Архивировано 27 января 2023 года.
6. 1 2  Lapidaria margaretae (Schwantes) Dinter & Schwantes | Plants of the World Online | Kew Science (англ.). Plants of the World Online. Дата обращения: 12 мая 2023. Архивировано 4 ноября 2022 года.